# Mandalekanahalli, Krishnarajpet
Mandalekanahalli là một làng thuộc tehsil Krishnarajpet, huyện Mandya, bang Karnataka, Ấn Độ.